# Odile Ahouanwanou
Odile Ahouanwanou, född 5 januari 1991 i Savalou, Benin är en friidrottare och beninmästare i sjukamp och 100 meter häck.
Hon har tävlat I olympiska sommarspelen 2012, Allafrikanska spelen 2015, (silvermedalj i sjukamp). Hon har också deltagit i och Islamiska solidaritetsspelen, Världsmästerskapen i friidrott 2019 och olympiska sommarspelen 2020.

## Personliga rekord
- Sjukamp – 6210 Doha, Qatar, 4 oktober 2019[1]

- Längdhopp – 6.00 Doha, Qatar, 3 oktober 2019[1]

- Spjutkastning – 46,74 Doha, Qatar, 3 oktober 2019[1]

- 200 meter – 24:1 Talence, Frankrike, 25 juni 2019[1]

- 100 meter häck – 13:27 Talence, Frankrike, 22 juni 2019[1]

- Höjdhopp – 1,78 Marseille, Frankrike, 14 juli 2017[1]

- 800 meter – 2:20:45 Kladno, Tjeckien, 18 juni 2017[1]